# Medinilla muricata
Medinilla muricata är en tvåhjärtbladig växtart som beskrevs av Carl Ludwig von Blume. Medinilla muricata ingår i släktet Medinilla och familjen Melastomataceae. Inga underarter finns listade i Catalogue of Life.